# Hilton Head Classic 1977
L'Hilton Head Classic 1977 è stato un torneo di tennis. È stata la 5ª edizione del torneo, che fa parte dei Tornei di tennis femminili indipendenti nel 1977. Si è giocato ad Hilton Head negli USA dal 23 al 25 settembre 1977.

## Campionesse

### Singolare
Virginia Wade ha battuto in finale  Evonne Goolagong con il punteggio di 6–4, 6–7, 6–3

### Doppio
Evonne Goolagong /  Kerry Reid hanno battuto in finale  Dianne Fromholtz /  Virginia Wade con il punteggio di 6–2, 3–6, 6–4